# Amphiura praefecta
Amphiura praefecta är en ormstjärneart som beskrevs av Jean Baptiste François René Koehler 1907. Amphiura praefecta ingår i släktet Amphiura och familjen trådormstjärnor. Inga underarter finns listade i Catalogue of Life.